# Mitja Šarabon
Mitja Šarabon, slovenski pesnik in prevajalec, * 6. avgust 1922, Ljubljana, † 15. september 1987, Begunje na Gorenjskem.
Šarabon je študiral slavistiko na Filozofski fakulteti v Ljubljani in se nato zaposlil v Operi SNG v Ljubljani, kjer je poslovenil nekaj opernih besedil (leta 1963 besedilo Verdijeve opere Macbeth). Med drugo svetovno vojno je izdal dve knjigi ljubezenske poezije. Po vojni pa je bil zaradi političnih razlogov zatiran, zato je njegovo osrednje delo Sonetni venec sonetnih vencev, ki je nastalo leta 1945 in lahko izšlo šele leta 1971.
Šarabon je ekspresionist z romantičnimi elementi, plodovit refleksiven in erotični pesnik z izrazjem in podobami, ki spominjajo tudi na Gradnika. Zložil je okoli trideset sonetnih vencev.

## Pesniške zbirke
- Bolečina (1944) (COBISS)
- Nema radost (1944) (COBISS)
- Sonetni venec vseh sonetnih vencev (1971)
- Ob mrtvih pticah (1972) (COBISS)
- Mir vsepozabljenja (27. sonetni venec, 1972); s tem je bila zaključena trilogija, ki jo sestavljajo venci Luč, Beseda in Mir.
- Svetle misli (1974) (COBISS)
- So kdaj bili ljudje (1974) (COBISS)
- Samota zgorelega časa (2002) (COBISS)